# Остров фортов
О́стров фо́ртов — новый городской культурный кластер Кронштадта, посвящённый истории Военно-морского флота. На территориях общей площадью более 100 га, прилегающих к Каботажной гавани, создаётся музейно-исторический парк, музей военно-морской славы, благоустроенная набережная и целый ряд других объектов туристско-рекреационной, социальной, научно-образовательной и обеспечивающей инфраструктуры. Также на территории кластера расположены форты «Кроншлот», «Пётр I» и «Император Александр I», которые будут отреставрированы.
Парк был открыт для посетителей 8 августа 2020 года. В первую очередь открытия вошли сам парк, Аллея Адмиралов, детская игровая зона, площадки для тихого и активного отдыха. В открытии принимали участие Главнокомандующий Военно-морским флотом РФ Николай Евменов, член рабочей группы по развитию города Кронштадта Марика Коротаева и замглавы администрации Кронштадтского района Санкт-Петербурга Олег Довганюк[значимость факта?].

## Проект
Президент России Владимир Путин поручил создать автономную некоммерческую организацию, призванную сформировать  туристско-рекреационный кластер. Кронштадт должен стать самым большим островом-музеем в мире, посвящённым истории ВМФ.
Проект «Остров Фортов» был зарегистрирован в Минюсте 13 мая 2019 года.
Организаторами проекта являются Министерство обороны РФ и правительство Санкт-Петербурга.
В рамках ПМЭФ-2019 проект был презентован Владимиру Путину.

## Исторический парк и Аллея Адмиралов
Первый этап Проекта — строительство в 2020 году первой очереди исторического парка с Аллеей героев российского флота, тематическим верёвочным парком для детей и другими комфортными общественными пространствами для отдыха и развлечений кронштадтцев.
С 1 июля 2020 года на территории парка, где в рекордно короткие сроки выполнены основные работы по благоустройству, заработал учебно-спортивный палаточный комплекс «Лагерь настоящих героев», установлены архитектурные элементы парка и объекты для отдыха с детьми, в том числе детская площадка площадью 1000 м², панорамные качели с единовременной посадкой на 24 человека и верёвочный парк.
Торжественное открытие исторического парка и Аллеи героев, как и планировалось, состоялось в День ВМФ — 26 июля 2020 года. Парк стал доступен для посетителей с 8 августа 2020 года.
Имена героев флота были определены по итогам народного всероссийского голосования. Граждане России выбирали из расширенного списка, предложенного Российским военно-историческим обществом. Итоговый список героев флота, имена которых представлены в виде объектов, связанных с самим флотоводцем:
- Пётр I
- Григорий Спиридов
- Фёдор Ушаков
- Иван Крузенштерн
- Фаддей Беллинсгаузен
- Михаил Лазарев
- Павел Нахимов
- Владимир Корнилов
- Владимир Истомин
- Степан Макаров
- Николай Эссен
- Николай Кузнецов
- Сергей Горшков

Арт-объекты, посвящённые флотоводцам
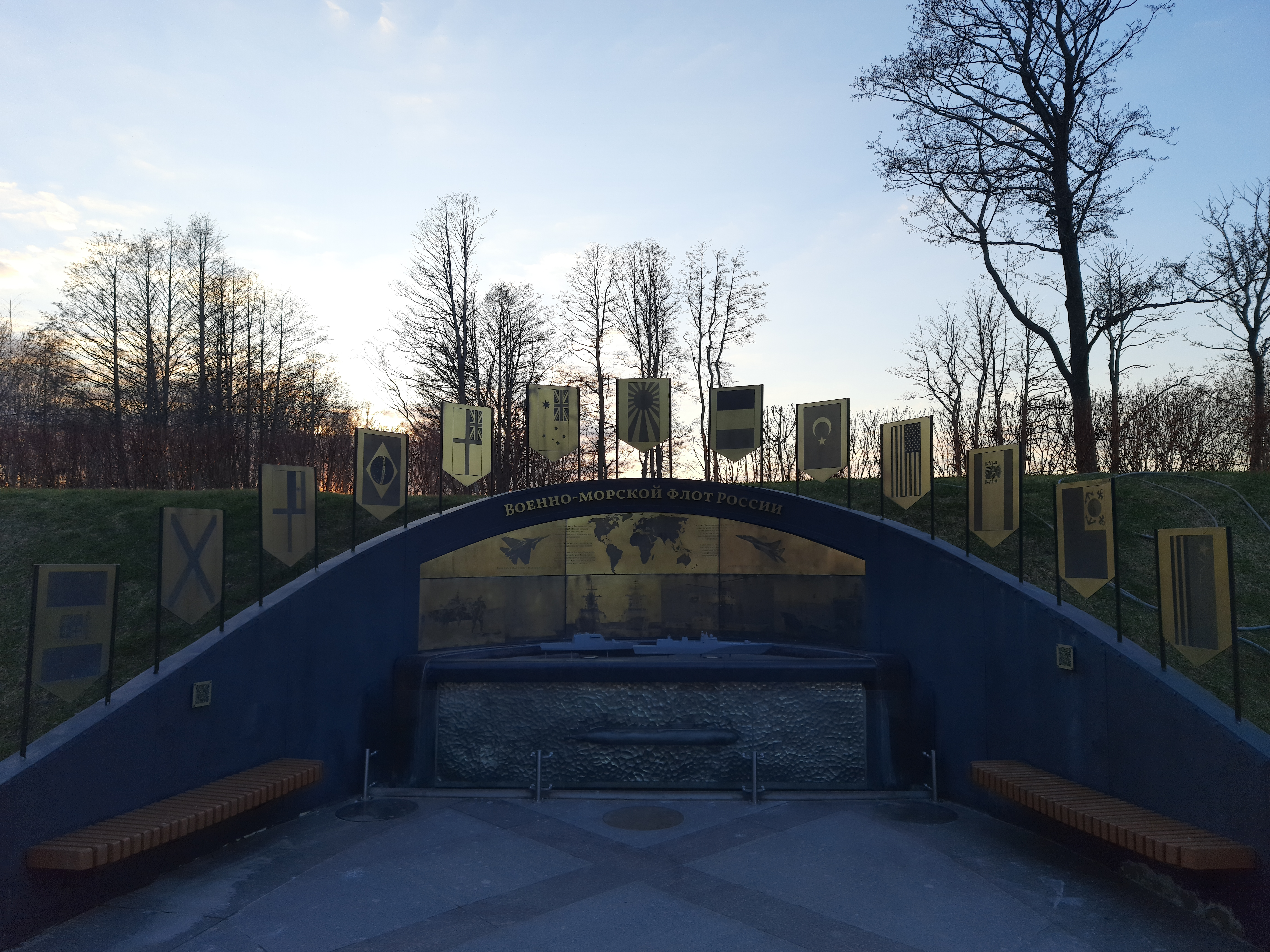
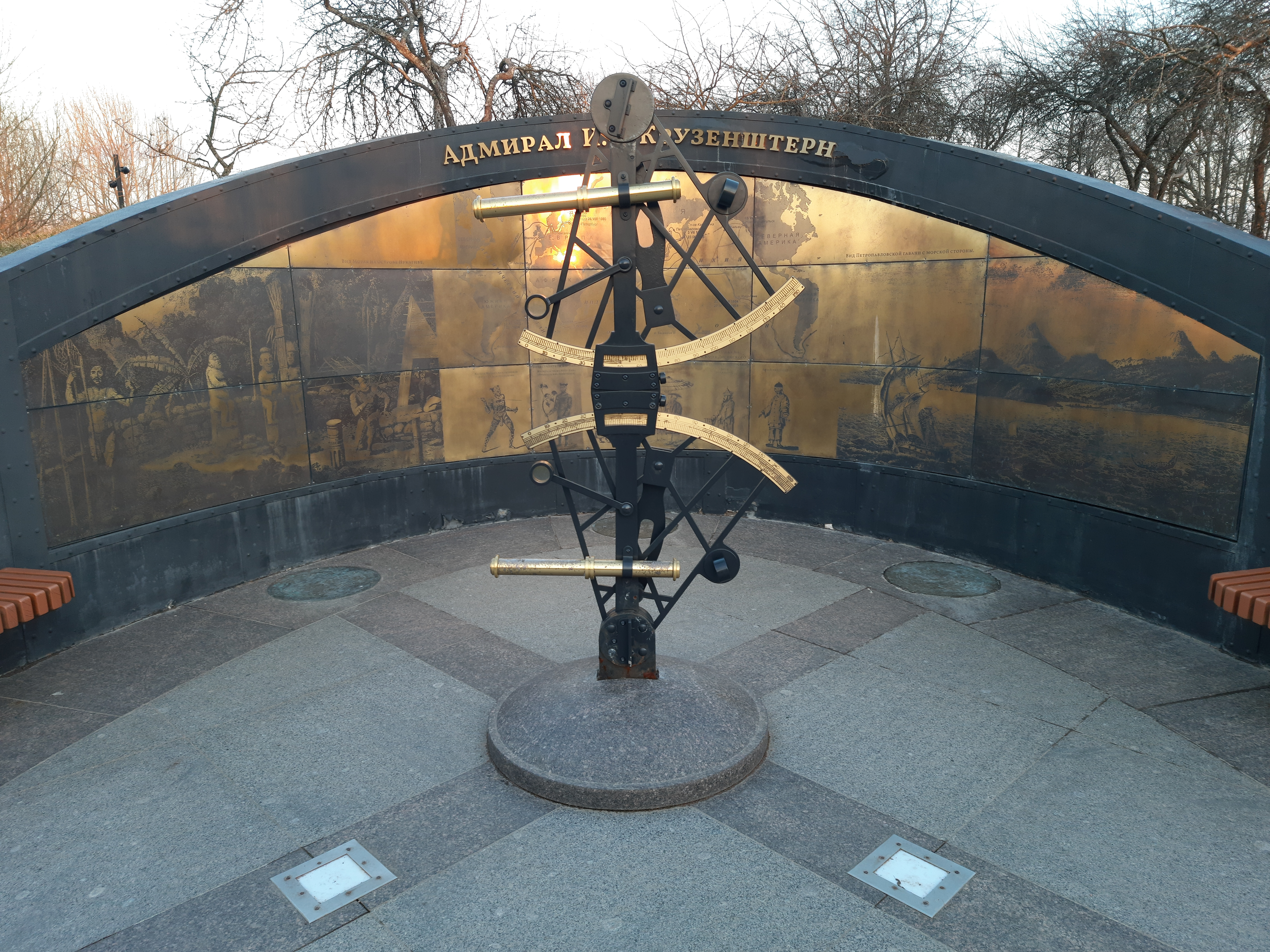
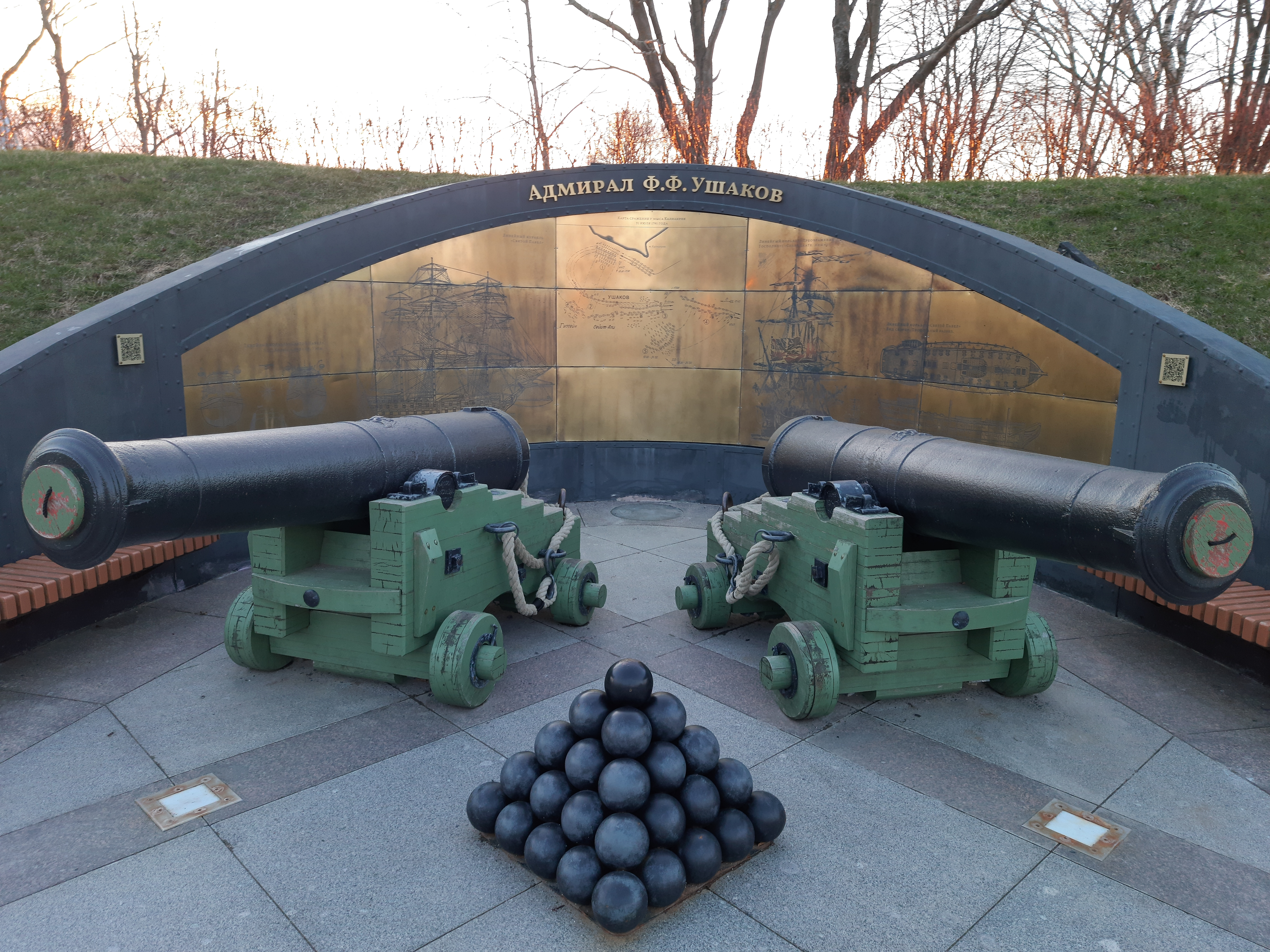
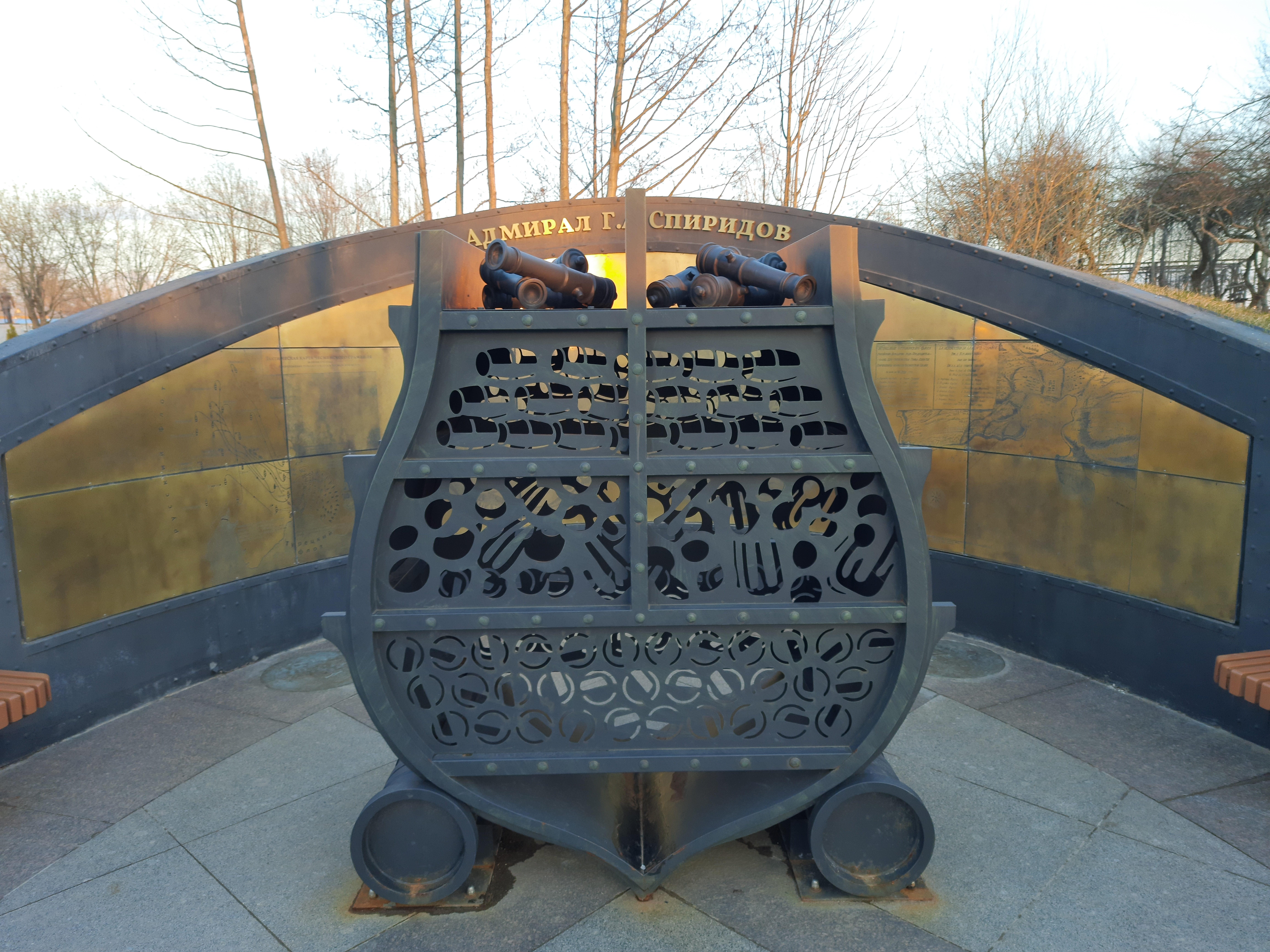
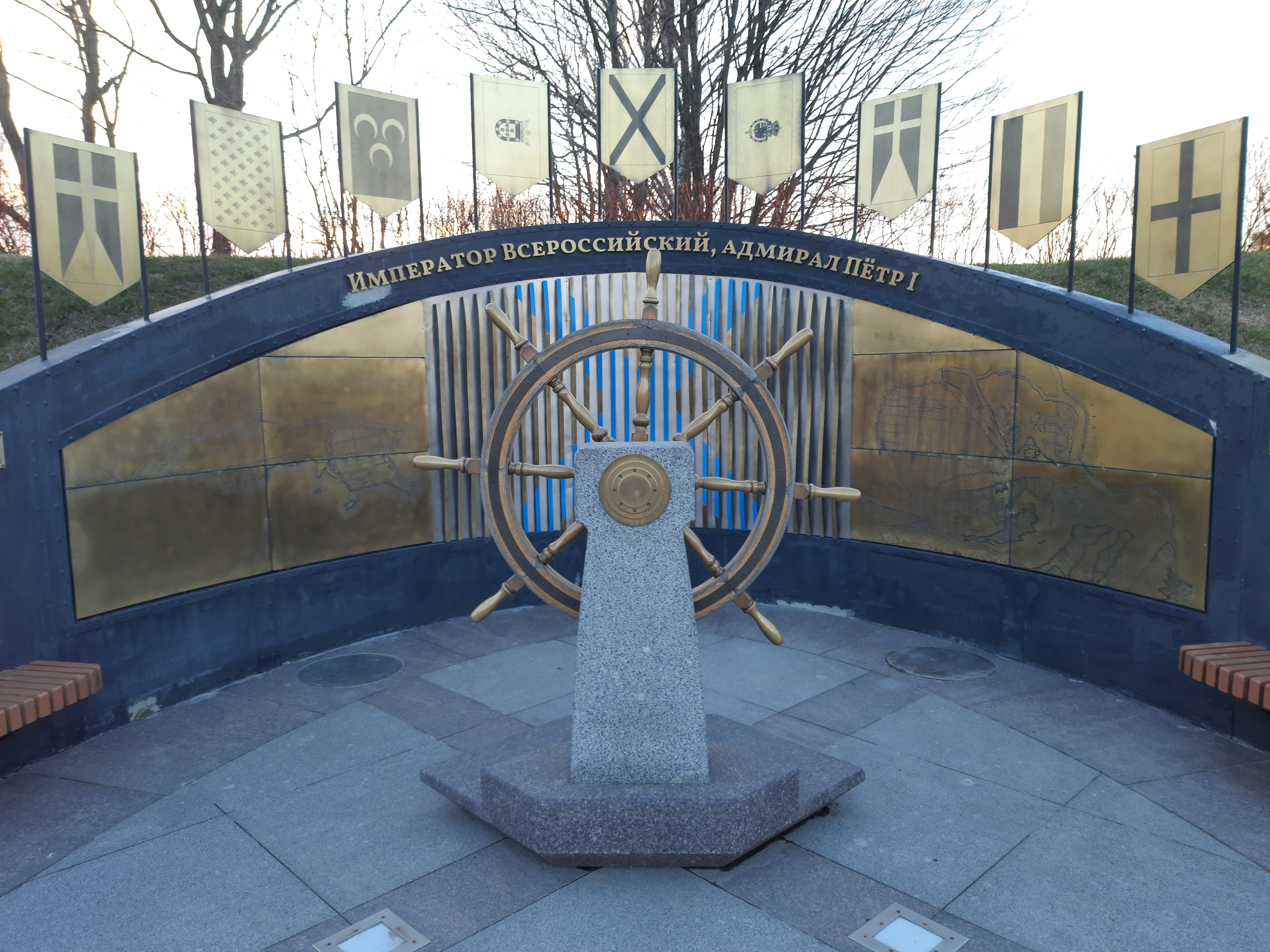
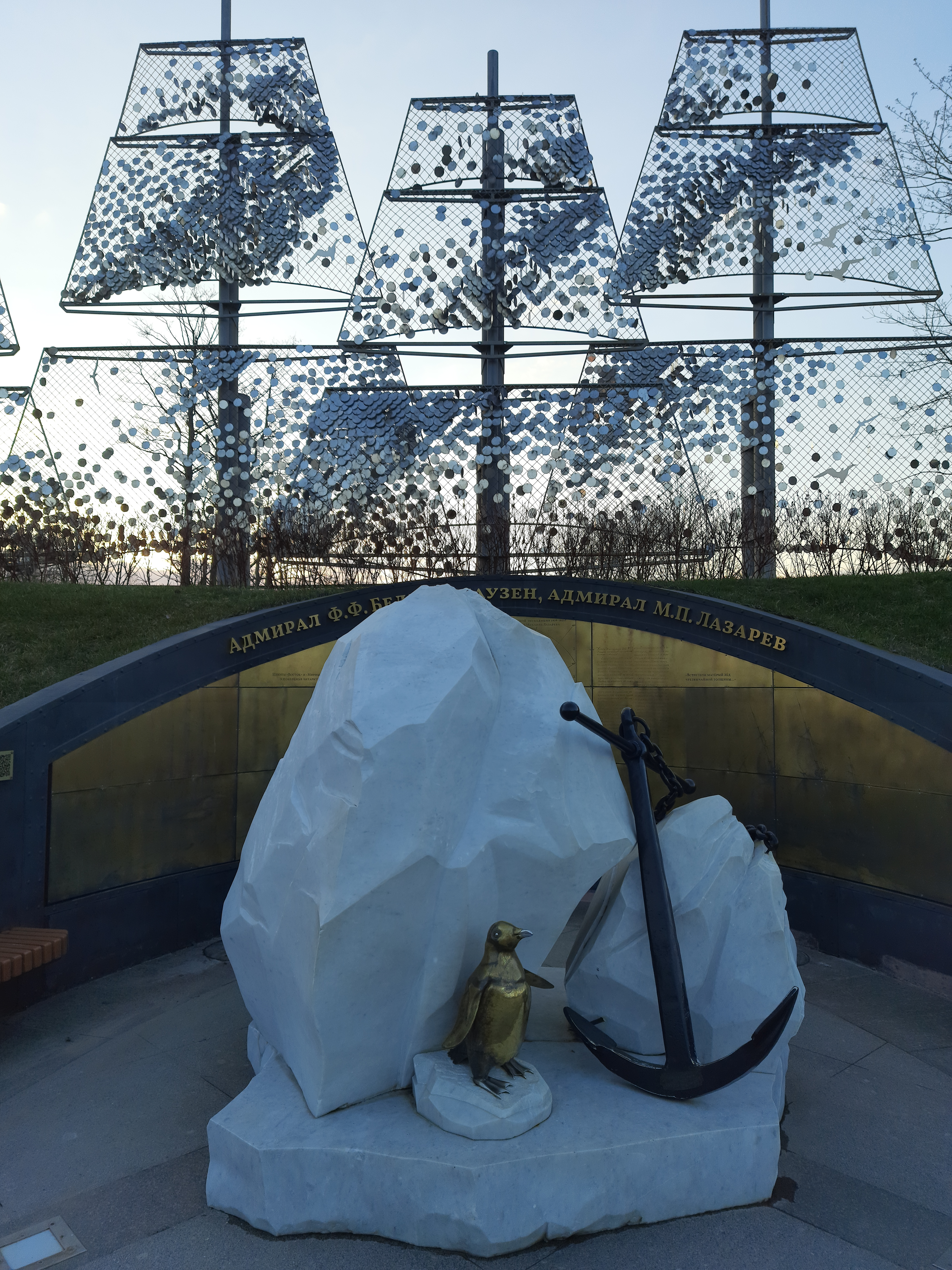
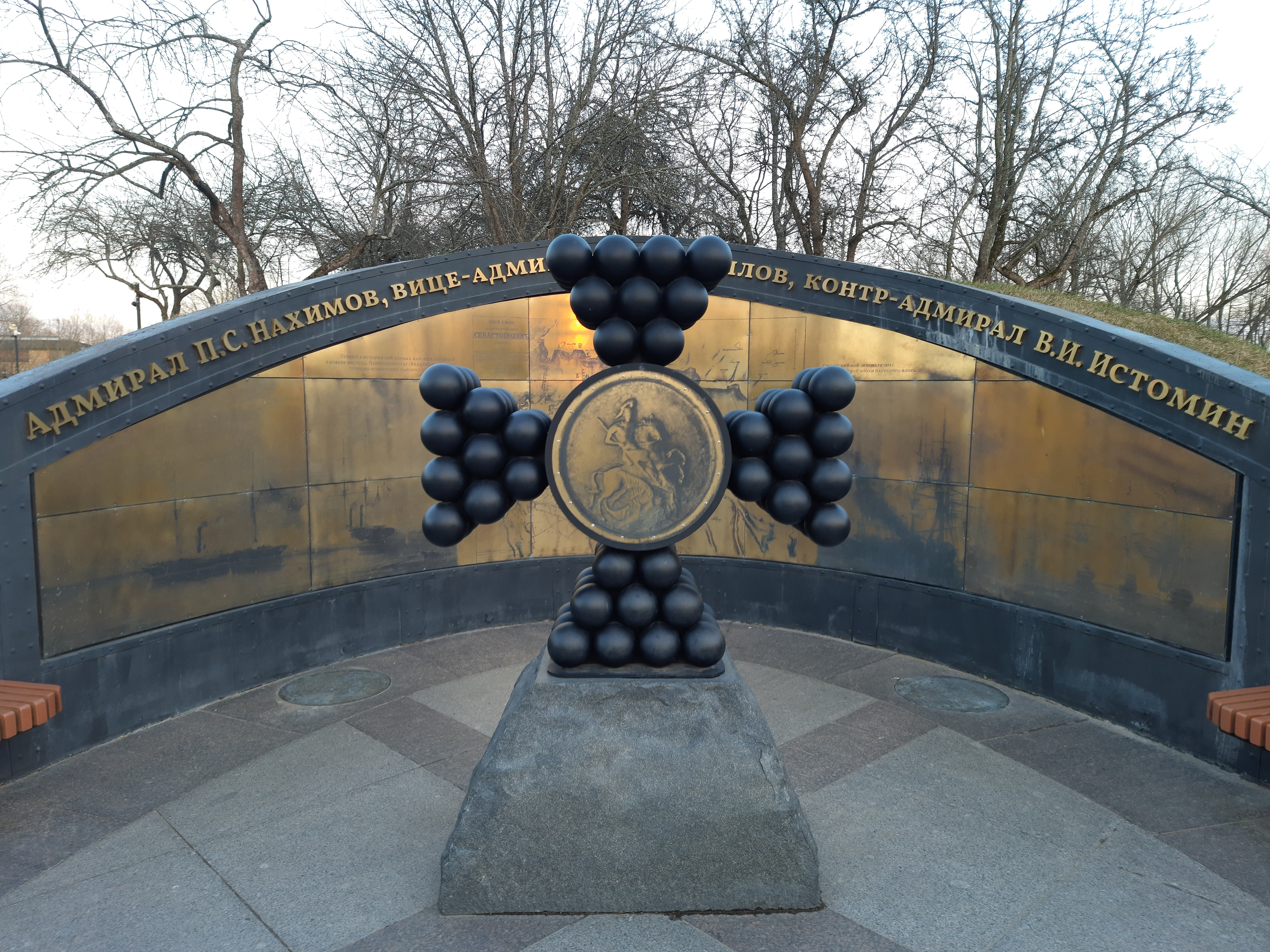
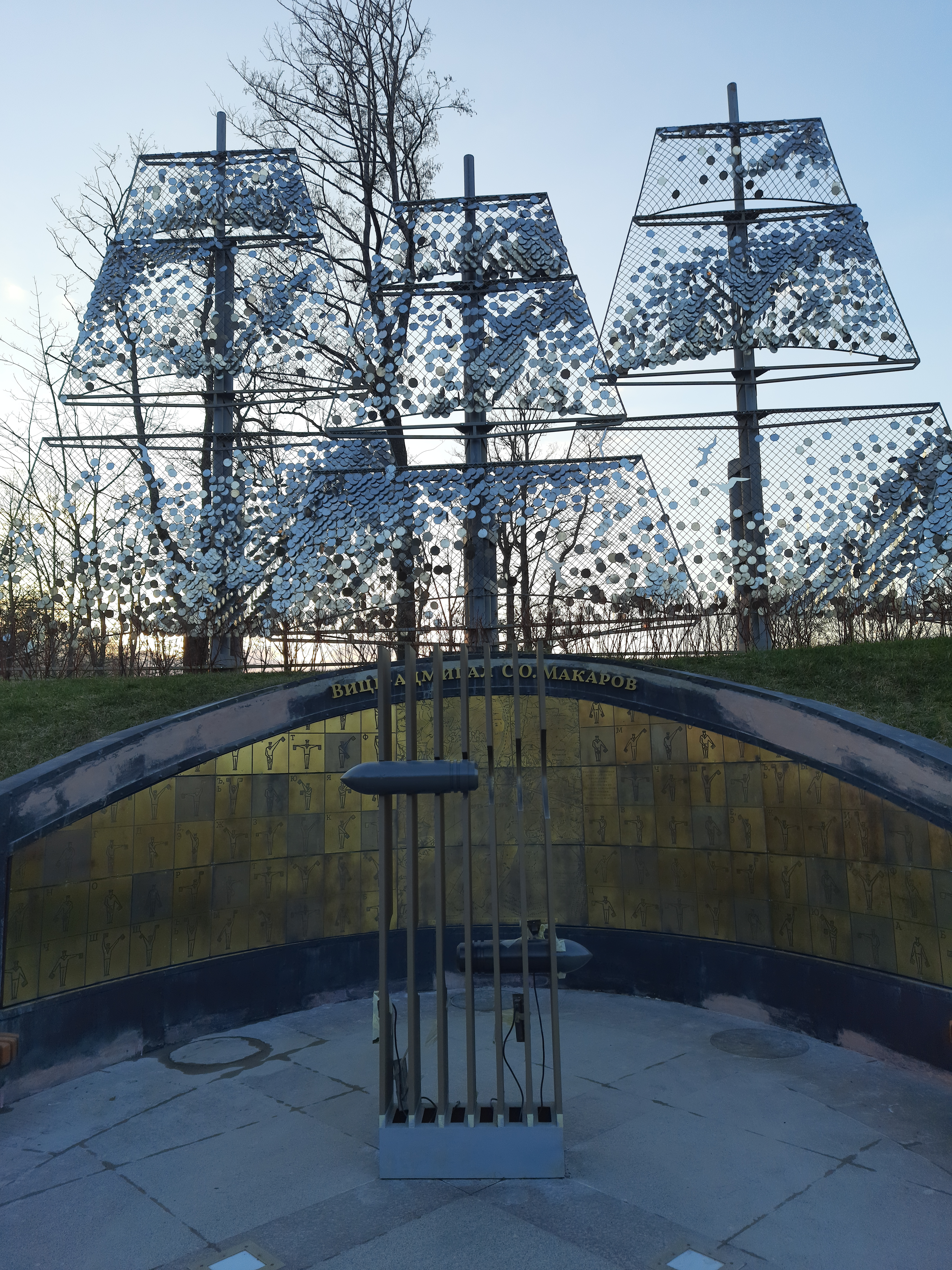
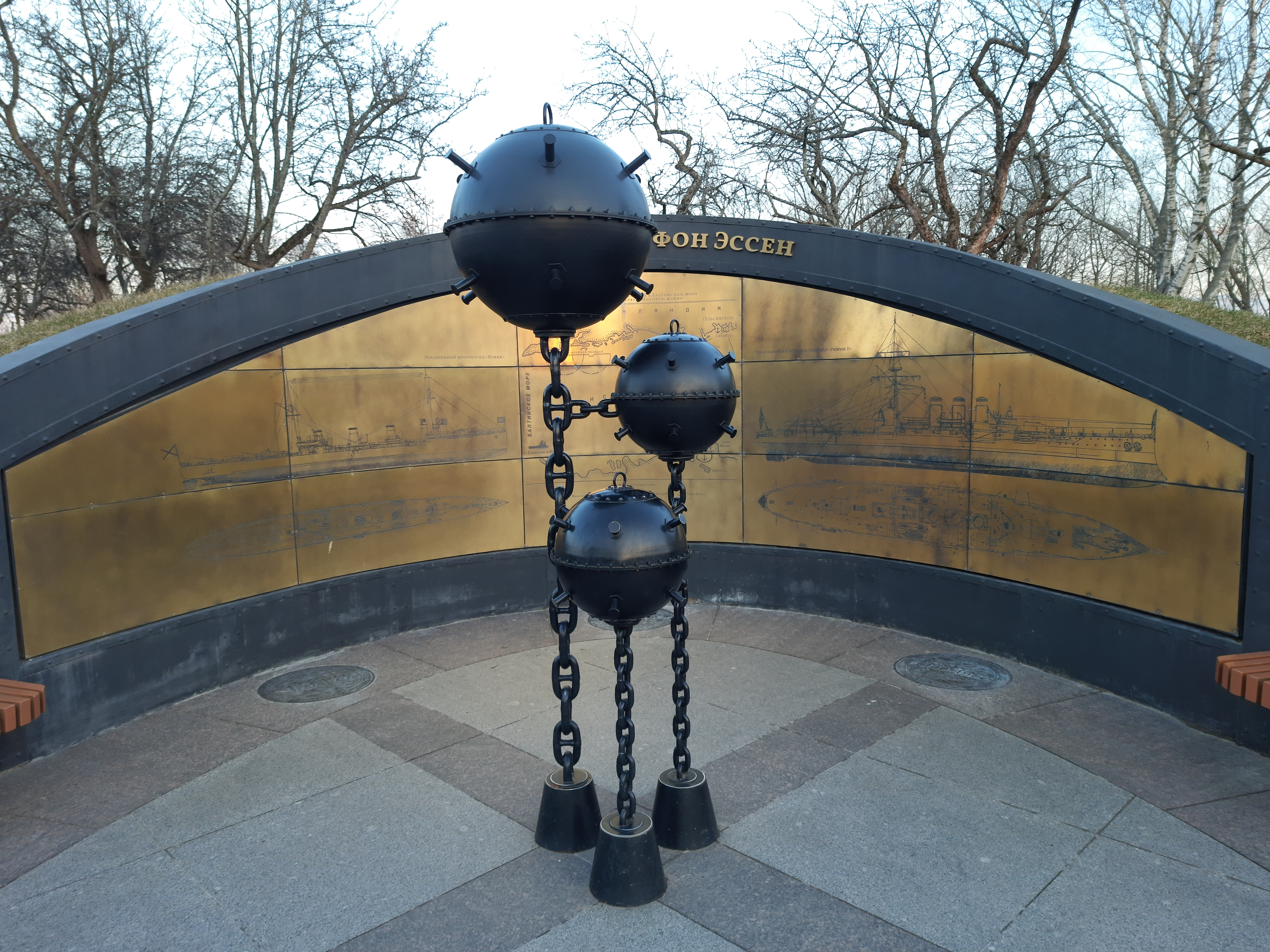
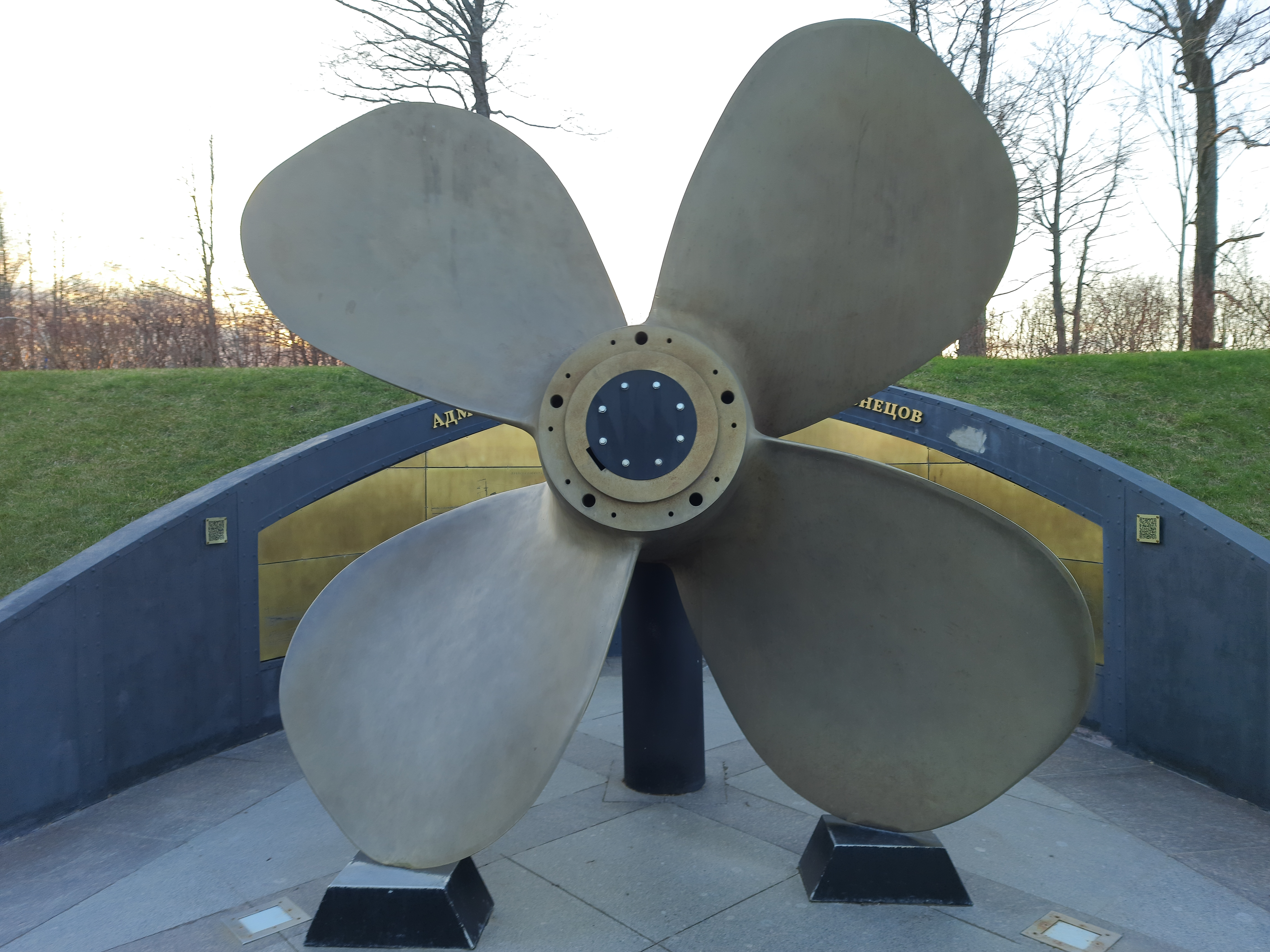
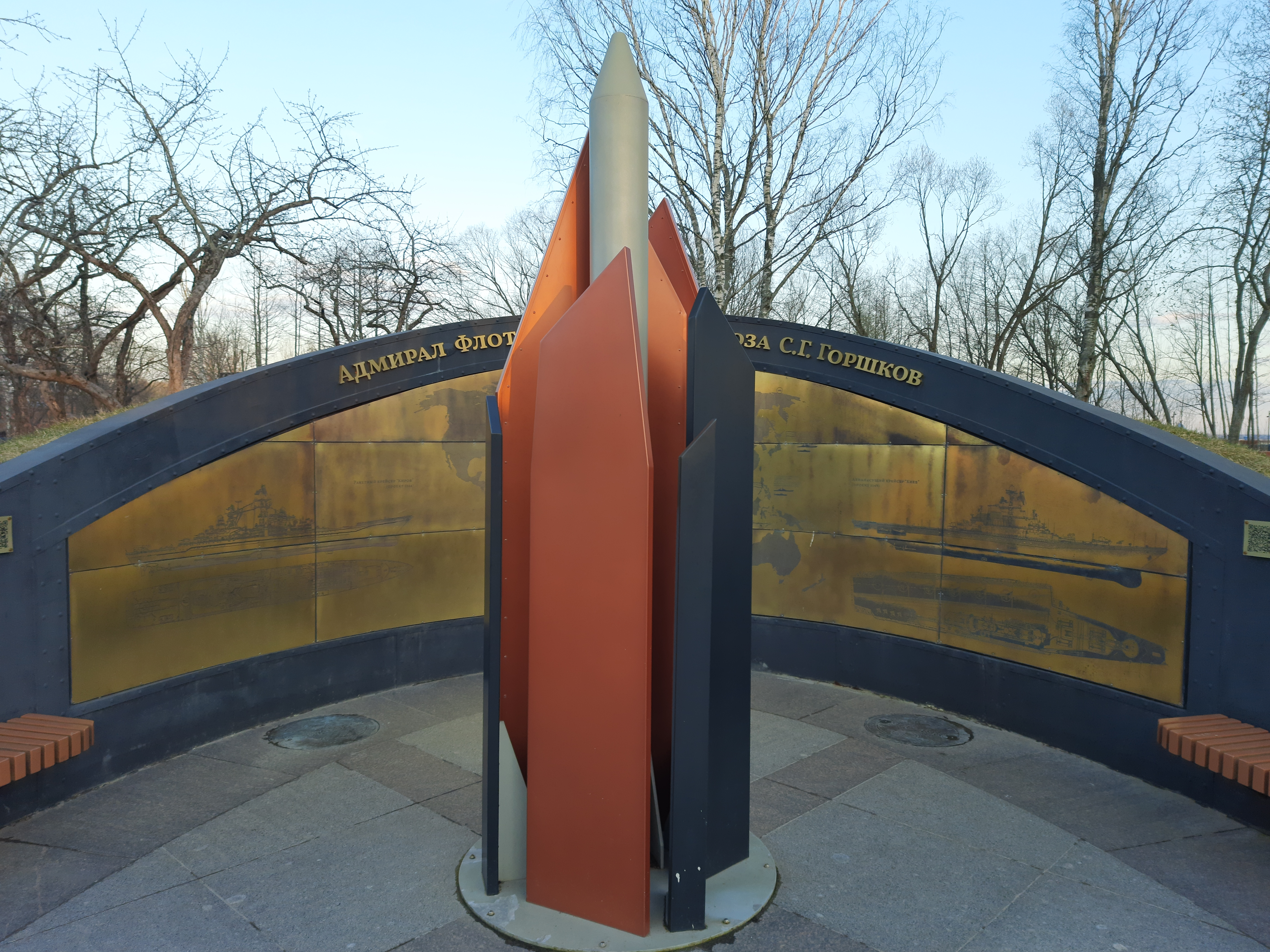

## Музей военно-морской славы

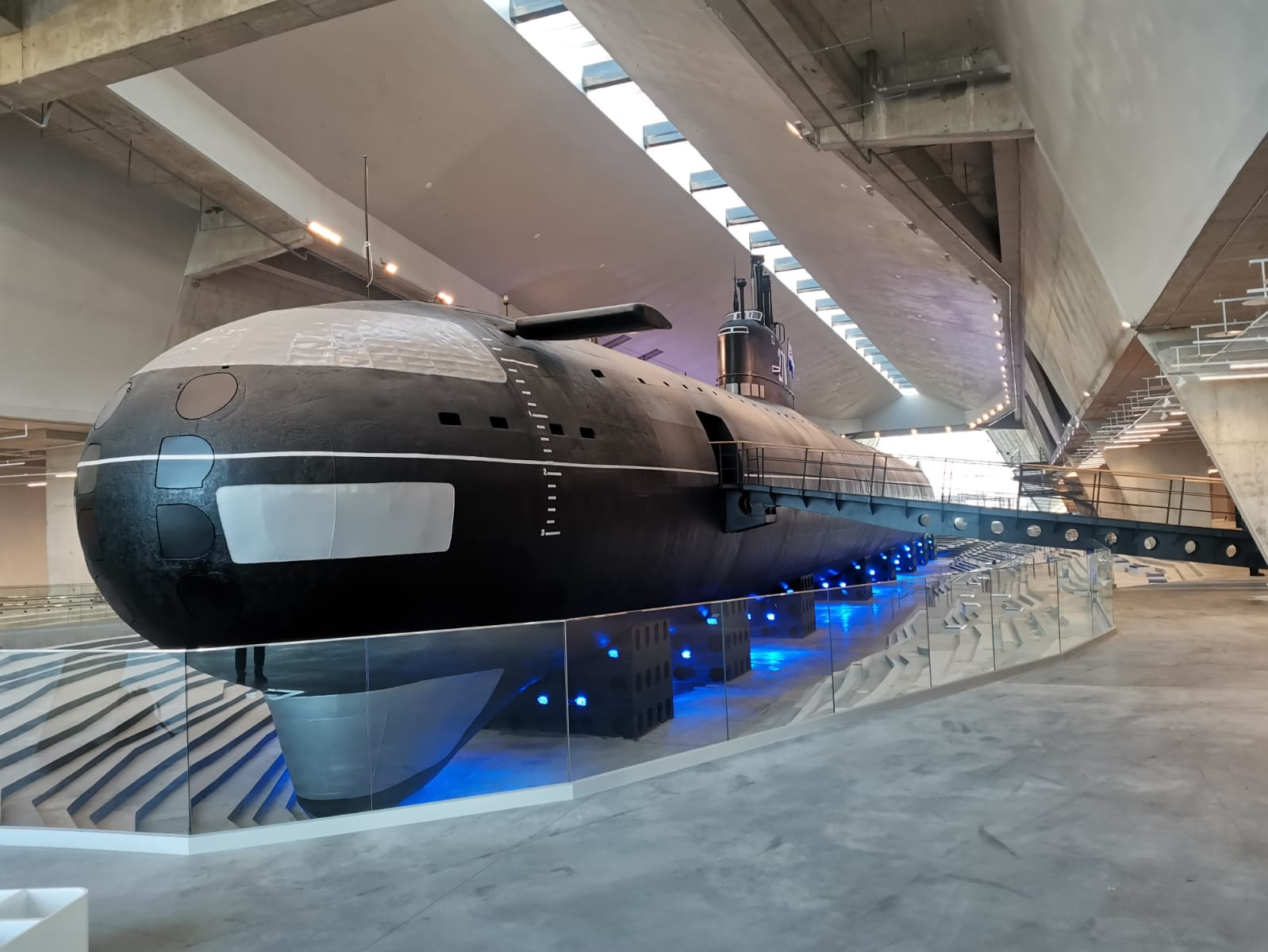
Первая советская атомная подводная лодка К-3 в Музее военно-морской славы в Кронштадте, 2023 г.

Создание музея анонсировали в 2019, на презентации проекта во время ПМЭФ-2019. Соорганизатор проекта Марика Коротаева сообщила:
«В кластере будет возможность сходить на настоящий военный боевой корабль, также разрабатывается возможность экскурсий на первой атомной советской подлодке. Это может быть интересно следующему поколению туристов, могут быть [организованы] VR-туры. Это такой современный исторический парк, который будет полностью погружать в историю военного флота.»
В 2023 году в Кронштадте был открыт Музей военно-морской славы. Одним из главных экспонатов музея стала первая советская атомная подводная лодка К-3 «Ленинский комсомол», отбуксированная в Кронштадт в августе 2021 года из плавучего дока на Кольском полуострове.

## Скоростные катамараны
Для доставки посетителей в туристическо-рекреационный кластер из центра Санкт-Петербурга была создана серия скоростных катамаранов проекта 04580 Котлин. Шесть судов с корпусами из алюминиево-магниевого сплава, имеющих скорость движения до 30 узлов и пассажировместимость до 197 человек, спущены на воду Средне-Невским судостроительным заводом в 2023-2025 годах.
Для катания посетителей вокруг фортов в акватории Финского Залива созданы также экскурсионно-прогулочные катамараны проекта 04710 «Соммерс». По состоянию на август 2025 года, три из четырех законтрактованных судов были спущены на воду тем же предприятием.